# Алуф (звание)
Алуф (ивр. אלוף‎) — воинское звание старшего офицера, второе по значимости в иерархии Армии обороны Израиля. Это звание эквивалентно званию генерал-майора («двухзвездного генерала»), используемому в большинстве армий мира. Также термин «алуф» используется во всех пяти старших офицерских званиях в АОИ — «сган-алуф», «алуф мишне», «тат-алуф», алуф и «рав-алуф».

## История звания
Армия обороны Израиля создавалась в основном на базе организации Хагана. В Хагане не было организованных званий, а командиры носили звания, отражавшие их должность (то есть « командир роты», «командир бригады» и т. д.). Первый офицер, получивший звание «алуф» — это Давид Маркус, военнослужащий армии Соединённых Штатов, служивший в ЦАХАЛ в составе иностранных добровольцев. Маркус первым получил звание «алуф», когда Давид Бен-Гурион назначил его командующим Иерусалимским фронтом 28 мая 1948 года, в день падения Еврейского квартала. Маркус должен был быть назначен заместителем начальника Генштаба после окончания боёв, но был случайно застрелен солдатом АОИ в июне 1948 года.
Во время второго затишья в Войне за независимость (июль 1948 года) впервые были определены наименования званий в АОИ, в том числе шесть офицерских званий, которые используются до сих пор, а со временем к ним добавились ещё три звания. Три старших звания были «тат-алуф», «алуф» и «рав-алуф» (он же начальник Генерального штаба АОИ). Звание «алуф мишне» было введен после Войны за независимость (1950), а звание сган-алуф было введено после Шестидневной войны (1968]).
Как и другие офицерские звания, происхождение термина «алуф» тоже из Танаха — «Вот старейшины сынов Исавовых. Сыновья Елифаза, первенца Исавова» «… אֵלֶּה בְנֵי עֵשָׂו וְאֵלֶּה אַלּוּפֵיהֶם הוּא אֱדוֹם.» Быт. 36:15—19.

## Командующие военными округами
Каждый из командующих четырёх военных округов в Армии обороны Израиля — Северного военного округа, Центрального военного округа, Южного военного округа и Командования тыла — с момента создания округов назывался «Командующий округом» или «Алуф округа». Во время пребывания Дана Халуца на посту начальника Генштаба в рамках организационных мероприятий были внесены поправки в положение, в соответствии с которым эксклюзивным титулом будет «Командующий округом». Этот шаг объяснялся тем, что звание «генерал округа» подходит «для описания командного чемпиона в беге на сто метров». С тех пор все командиры военных округов подписывают свои должности следующим образом: командующий Северным военным округом, командующий Центральным военным округом, командующий Южным военным округом, командующий тылом.